# Pierre Ferdais
Pierre Ferdais, kanadski rokometaš, * 2. februar 1948, Saint-Jean-sur-Richelieu, Quebec.
Leta 1976 je na poletnih olimpijskih igrah v Montrealu v sestavi kanadske rokometne reprezentance osvojil 11. mesto.